# 宮水神社
宮水神社（みやみずじんじゃ）は、宮崎県西臼杵郡日之影町に鎮座する神社。

## 概要
宮崎県の郷社宮水神社（みやみずじんじゃ）は、1872年（明治4年）に三毛入野命（大神姓高千穂氏の祖）に由来する小社など複数を合祀した神社。安土桃山時代に当地を治めていた三田井親武（高千穂太郎政次の子孫）との関係も深い。

## 歴史

### 雨社水神
里人、三毛入野命を尊崇し楠の木の傍に小社を建て「雨社水神」と称して祭祀する。

### 北山大明神
- 1587年（天正15年）11月15日、袴谷[注釈 1]に大山祗神を奉祀し北山大明神と称す[注釈 2]。

### 親武大明神
- 1591年（天正19年）9月[注釈 3]27日[4]、豊臣秀吉による九州平定で、中山城主・三田井親武が延岡城主・高橋元種に滅される。
- 1591年（天正19年）9月29日[4]、宮水にて首実検の後、領民が御塚に葬る[注釈 4][4][1][8]。宮水神社の現所在地は、この首塚に由来する。
- 1802年（享和2年）[注釈 5]、三田井家の支族が法事を営む[注釈 6]。
- 1855年（安政2年）4月、三田井親武を祀るため、高千穂18ヶ村の庄屋に働きかけて寄附を集める[注釈 7]。
- 1856年（安政3年）11月15日[要出典]、地元の有力者によって法事が営まれ、この場所に社殿が創建される[4]。

### 郷社宮水神社
- 1872年（明治4年）12月官達[5]により、袴谷に鎮座していた北山大明神[9]を宮水にうつして合祀され郷社・宮水神社と改称する。
- 1882年（明治15年）8月、周辺数社を更に合祀[注釈 8]。

## 最近の話題

### アニメ作品に出てくる宮水神社
- 2016年（平成28年）8月、アニメーション映画『君の名は。』に同名の神社が登場する。
  - 神社本庁によると「宮水神社」という名前で登記されている神社は他にないとされる[2][3]。

## 現地案内板全文
現地案内板より